# The Offspring Collection
The Offspring Collection е боксет компилация, съдържаща четири дискове от американската пънк рок група Офспринг. Комплектът съдържа четирите CD сингъла Come Out And Play, Self Esteem, Gotta Get Away и Pretty Fly (For A White Guy).

## Песни
1. Come Out And Play 3:17
2. Session 2:33
3. Come Out And Play (Acoustic Reprise) 1:31
4. Self Esteem 4:17
5. Burn It Up 2:43
6. Jennifer Lost The War 2:35
7. Gotta Get Away 3:56
8. We Are One 4:00
9. Forever And A Day 2:37
10. Pretty Fly (For A White Guy) 3:08
11. Pretty Fly (For A White Guy) (The Geek Mix) 3:07
12. Pretty Fly (For A White Guy) (The Baka Boys 'Low Rider' Remix) 3:03
13. All I Want (Live) 2:02

## Офспринг членове
- Декстър Холанд – Вокалист И Ритъм Китара
- Нуудълс – Китара
- Грег Кризъл – Бас Китара
- Рон Уелти – Барабани